# Quentin Johnston
Quentin Johnston (Temple, Texas; 6 de septiembre de 2001) es un jugador profesional estadounidense de fútbol americano, se desempeña en la posición de wide receiver en Los Angeles Chargers, en la National Football League (NFL).

## Carrera
Hizo su debut profesional con el equipo Los Angeles Chargers, lleva jugando una temporada, comenzó en el 2023.